# 戈瓦县
戈瓦县（印尼语：Kabupaten Gowa，望加锡语：ᨀᨅᨘᨄᨈᨙ ᨁᨚᨓ）是印度尼西亚南苏拉威西省南部的一个县。全县面积1,883 km²，2010年普查人口共652,329。戈瓦县的大部分区域（西部11个区，全县人口的76.6%）位于官方规定的望加锡大都会区范围，包括县治松古米纳萨。山区度假胜地马利诺位于县东部（不属于大都市区范围）。

## 行政区划
戈瓦县共分为18个区（Kecamatan）：
| 区                 | 人口 2010人口普查 |
| ------------------ | ----------------- |
| Bontonompo         | 39,295            |
| Bontonompo Selatan | 28,471            |
| Bajeng             | 62,334            |
| Bajeng Barat       | 22,918            |
| Pallangga          | 98,721            |
| Barotbong          | 34,526            |
| Somba Opu          | 130,287           |
| Bontomarunnu       | 31,250            |
| Pattallassang      | 21,881            |
| Parangloe          | 16,564            |
| Manuju             | 14,093            |
| Tinggimoncong      | 22,138            |
| Tombolo Pao        | 26,876            |
| Parigi             | 13,089            |
| Bungaya            | 15,847            |
| Bontolempangan     | 13,332            |
| Tompobulu          | 28,971            |
| Biringbulu         | 32,347            |

前11个区位于官方规定的望加锡大都市区范围，其余7个区位于大都市区范围之外。

## 历史

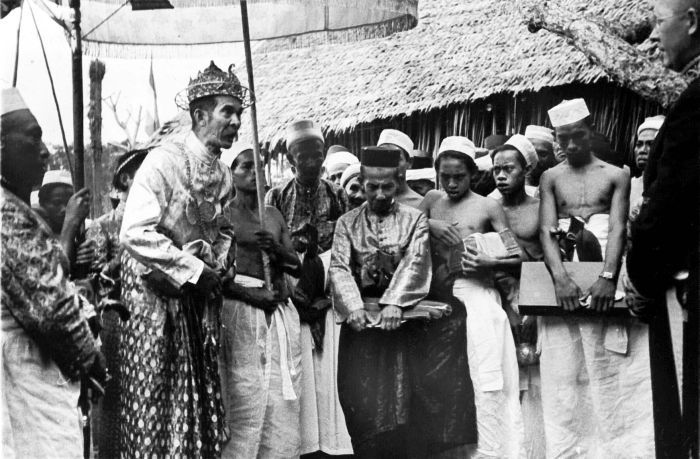
1937年时的Mangi Mangi Karaeng Bontonompo苏丹在与荷兰西里伯斯统治者交谈，周围是戈瓦的人民

- 参见戈瓦和塔洛克的早期历史（英语：Early history of Gowa and Talloq）和戈瓦苏丹国

戈瓦王国是历史上存在于这一地区的国家，后来国家分裂为两个王国：戈瓦王国和塔洛克王国（Talloq）。多年来两个王国经常发生战争，直到塔洛克王国战败。第十任戈瓦国王统治期间，两个王国重新实现统一成为二元王国。1605年王国转变为伊斯兰教苏丹国，并逐渐成为南苏拉威西地区最强大的国家。1669年，望加锡战争战败后戈瓦苏丹国的国土仅局限于首都松古米纳萨周围地区，其余归入荷属东印度公司版图，国家名存实亡。从1673年开始，鹿特丹堡附近的地区发展成为一个新的城市，现在这座城市叫做望加锡。1904年开始，荷兰殖民政府进行了一次南苏拉威西远征，对南苏拉威西的几个小王国发动战争，包括戈瓦苏丹国。1911年，戈瓦苏丹国在战败后失去主权独立地位，成为了荷属东印度的一个县。印度尼西亚成立后戈瓦成为南苏拉威西省下的一个县，即戈瓦县。

## 地理
戈瓦县位于苏拉威西岛的南半岛的南部，与7个县市接壤：北接望加锡市、马罗斯县和波尼县，东靠辛贾伊县和班塔恩县，南邻塔卡拉尔县和杰尼彭托县，西依塔卡拉尔县和望加锡市。全县面积1883.33 km²，约占南苏拉威西省全省面积的3.01%。
望加锡市东南30 km的比里比里水坝位于戈瓦县境内，建于1998年。

## 经济

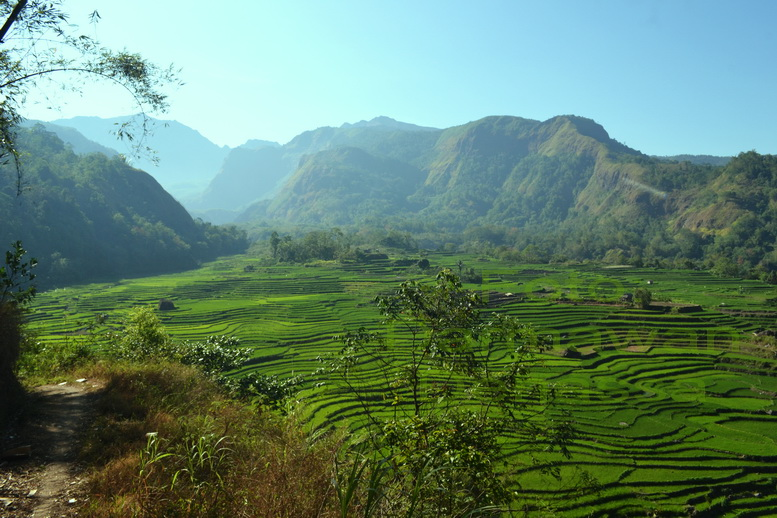
戈瓦县Parigi的稻田

2000年矿业的经济产值为1.054千亿印尼盾，占全县经济产值的9.13%，对县政府的财政税收有重要贡献。2001年，戈瓦县财政收入的65%来自矿业，达31.1亿印尼盾。
农业种植是戈瓦县居民的主要工作，以粮食作物为主，2000年农民的人均收入为209万印尼盾，农业总产值共5.152千亿印尼盾，占县经济的45%。像Parangloe、Bungaya等山区的区，特别是Tinggimoncong区是蔬菜生产中心，普遍种植的蔬菜有土豆、卷心菜、芥末、洋葱和豆子。每年蔬菜收成超5,000吨，能够满足望加锡周围地区的市场需求，甚至通过巴里巴里、马穆朱的港口出口至加里曼丹、马鲁古等岛屿。除了生长周期短的作物外，戈瓦县的农民也种植寿命较长的作物，例如西番莲，这种来自南美的热带水果也是南苏拉威西的代名词。但是因为多种因素导致西番莲价格下滑，种植面积也随之减少，许多农民改种蔬菜。

## 旅游

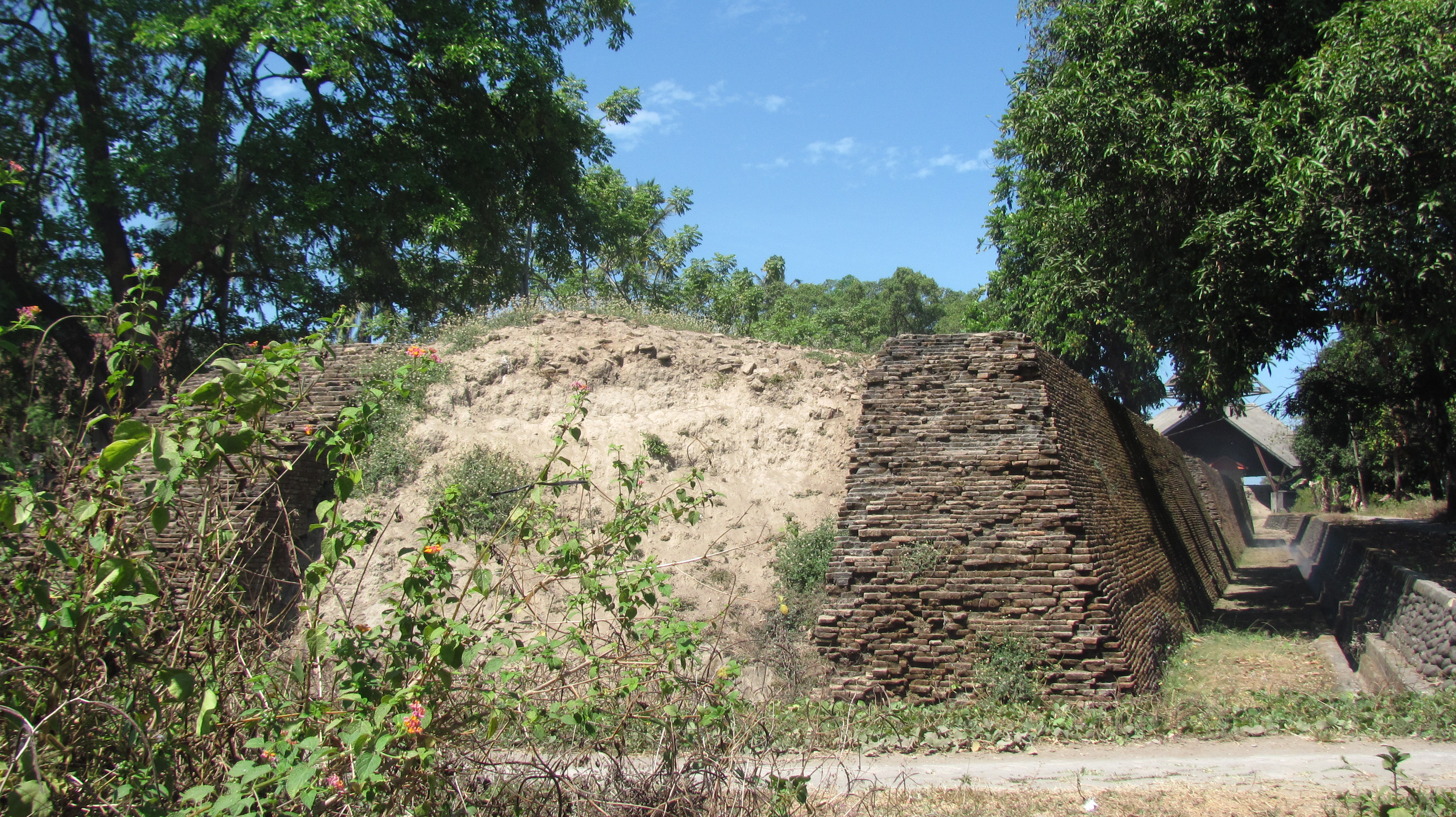
Samba Opu城堡的西墙

Samba Opu城堡（Benteng Samba Opu）是戈瓦县最著名的景点之一，位于松古米纳萨。包括圆塔在内的部分墙段正被修复中。厚达7米最坚固的墙在西部面朝大海，因为哈桑丁苏丹认为这个方向最易受到攻击。堡垒中的博物馆展出有武器、钱币、传统服饰等。堡垒中建有苏拉威西南部11个不同民族风格的房子。

## 资料来源
1. ↑  2010年印度尼西亞人口普查
2. ↑  Biro Pusat Statistik, Jakarta, 2011.
3. 1 2  Sewang, Ahmad M. . Yayasan Obor Indonesia. 2005  [2017-06-14]. ISBN 978-9-794615300. （原始内容存档于2020-04-27） （印度尼西亚语）.
4. ↑  Hefner, Robert W.; Horvatich, Patricia. Robert W. Hefner, Patricia Horvatich , 编. . University of Hawaii Press. 1997. ISBN 978-0-824819576.
5. 1 2  . 上海: 上海辞书出版社. 1995: 53. ISBN 7-5326-0222-2.
6. ↑  Backshall, Stephen.  illustrated. Singapore: Rough Guides. 2003. ISBN 978-1-858289915.
7. ↑  National Centennial Commission (Philippines). Elmer A. Ordoñez , 编. . Philippine Centennial Commission. 1998.
8. ↑  Andi Hajramurni. . The Jakarta Post. 2010-05-21  [2014-07-25]. （原始内容存档于2014-07-28）.
9. ↑  Nurul Noe: Makassar dan sekitarnya, p.28. Jakarta 2014